# 中西正人
中西 正人（なかにし まさと、1951年9月23日 - ）は、日本の地方公務員。大阪府教育委員会教育長、大阪府住宅供給公社理事長、大阪教育大学副学長を経て、桃山学院教育大学学長。

## 人物・経歴
1974年京都大学経済学部卒業、大阪府入庁。大阪府生活文化部文化課長、大阪府総務部行政改革室長、大阪府人事室長、大阪府理事兼教育次長を経て、2007年大阪府総務部長。2009年大阪府教育委員会教育長。2013年大阪府住宅供給公社理事長。2014年大阪教育大学理事・副学長。2018年桃山学院教育大学副学長。2021年桃山学院教育大学学長。

## 著書
- 『大阪の教育行政－橋下知事との相克と協調－』2020年2月 株式会社ERP